# Liste des ministres italiens des Affaires européennes
Cet article dresse la liste des ministres italiens chargés des Affaires européennes depuis la création de ce poste en 1980.

## Liste des ministres
| Ministre                                                                                | Ministre                           | Dates du mandat                                             | Parti | Parti            | Gouvernement   |
| --------------------------------------------------------------------------------------- | ---------------------------------- | ----------------------------------------------------------- | ----- | ---------------- | -------------- |
|                                                                                         | Vincenzo Scotti (1933– )           | 4 avril 1980 – 28 juin 1981 1 an, 2 mois et 24 jours        |       | DC               | Cossiga II     |
| Forlani                                                                                 | Vincenzo Scotti (1933– )           | 4 avril 1980 – 28 juin 1981 1 an, 2 mois et 24 jours        |       | DC               |                |
|                                                                                         | Lucio Abis (1926–2014)             | 28 juin 1981 – 1er décembre 1982 1 an, 5 mois et 3 jours    |       | DC               | Spadolini I·II |
|                                                                                         | Alfredo Biondi (1928–2020)         | 1er décembre 1982 – 4 août 1983 8 mois et 3 jours           |       | PLI              | Fanfani V      |
|                                                                                         | Francesco Forte (1929– )           | 4 août 1983 – 9 mai 1985 1 an, 9 mois et 5 jours            |       | PSI              | Craxi I        |
|                                                                                         | Loris Fortuna (1924–1985)          | 9 mai 1985 – 1er août 1986 1 an, 2 mois et 23 jours         |       | PSI              | Craxi I        |
|                                                                                         | Fabio Fabbri (1933– )              | 1er août 1986 – 18 avril 1987 8 mois et 17 jours            |       | PSI              | Craxi II       |
|                                                                                         | Luigi Granelli (1929–1999)         | 18 avril 1987 – 29 juillet 1987 3 mois et 1 jour            |       | DC               | Fanfani VI     |
|                                                                                         | Antonio La Pergola (1931–2007)     | 29 juillet 1987 – 13 avril 1988 8 mois et 15 jours          |       | PSDI             | Goria          |
|                                                                                         | Pier Luigi Romita (1924–2003)      | 13 avril 1988 – 28 juin 1992 4 ans, 2 mois et 15 jours      |       | PSI              | De Mita        |
| Andreotti VI·VII                                                                        | Pier Luigi Romita (1924–2003)      | 13 avril 1988 – 28 juin 1992 4 ans, 2 mois et 15 jours      |       | PSI              |                |
|                                                                                         | Raffaele Costa (1936– )            | 28 juin 1992 – 21 février 1993 7 mois et 24 jours           |       | PLI              | Amato I        |
|                                                                                         | Gianfranco Ciaurro (1929–2000)     | 21 février 1993 – 28 avril 1993 2 mois et 7 jours           |       | PLI              | Amato I        |
|                                                                                         | Valdo Spini (1946– )               | 28 avril 1993 – 5 mai 1993 7 jours                          |       | PSI              | Ciampi         |
|                                                                                         | Livio Paladin (1933–2000)          | 5 mai 1993 – 10 mai 1994 1 an et 5 jours                    |       | Indépendant      | Ciampi         |
|                                                                                         | Domenico Comino (1955– )           | 10 mai 1994 – 17 janvier 1995 8 mois et 7 jours             |       | LN               | Berlusconi I   |
| Poste non-pourvu                                                                        |                                    |                                                             |       |                  |                |
|                                                                                         | Enrico Letta (1966– )              | 21 octobre 1998 – 22 décembre 1999 1 an, 2 mois et 1 jour   |       | PPI              | D'Alema I      |
|                                                                                         | Patrizia Toia (1950– )             | 22 décembre 1999 – 25 avril 2000 4 mois et 3 jours          |       | PPI              | D'Alema II     |
|                                                                                         | Gianni Francesco Mattioli (1940– ) | 25 avril 2000 – 11 juin 2001 1 an, 1 mois et 17 jours       |       | FDV              | Amato II       |
|                                                                                         | Rocco Buttiglione (1948– )         | 11 juin 2001 – 23 avril 2005 3 ans, 10 mois et 12 jours     |       | CCD / UDC        | Berlusconi II  |
|                                                                                         | Giorgio La Malfa (1939– )          | 23 avril 2005 – 17 mai 2006 1 an et 24 jours                |       | PRI              | Berlusconi III |
|                                                                                         | Emma Bonino (1948– )               | 17 mai 2006 – 8 mai 2008 1 an, 11 mois et 21 jours          |       | Rad              | Prodi II       |
|                                                                                         | Andrea Ronchi (1955– )             | 8 mai 2008 – 17 novembre 2010 2 ans, 6 mois et 9 jours      |       | PDL              | Berlusconi IV  |
|                                                                                         | Anna Maria Bernini (1965– )        | 27 juillet 2011 – 16 novembre 2011 3 mois et 20 jours       |       | PDL              | Berlusconi IV  |
|                                                                                         | Enzo Moavero Milanesi (1954– )     | 16 novembre 2011 – 22 février 2014 2 ans, 3 mois et 6 jours |       | Indépendant / SC | Monti          |
| Letta                                                                                   | Enzo Moavero Milanesi (1954– )     | 16 novembre 2011 – 22 février 2014 2 ans, 3 mois et 6 jours |       | Indépendant / SC |                |
| Poste non-pourvu                                                                        |                                    |                                                             |       |                  |                |
|                                                                                         | Paolo Savona (1936–)               | 1er juin 2018 – 8 mars 2019 9 mois et 7 jours               |       | Indépendant      | Conte I        |
| Poste non-pourvu                                                                        |                                    |                                                             |       |                  |                |
|                                                                                         | Lorenzo Fontana (1980–)            | 10 juillet 2019 – 5 septembre 2019 1 mois et 26 jours       |       | Lega             | Conte I        |
|                                                                                         | Vincenzo Amendola (1973–)          | 5 septembre 2019 – 13 février 2021 1 an, 5 mois et 8 jours  |       | PD               | Conte II       |
| Poste non-pourvu                                                                        |                                    |                                                             |       |                  |                |
|                                                                                         | Raffaele Fitto (1969–)             | depuis le 22 octobre 2022 2 ans, 4 mois et 15 jours         |       | FdI              | Meloni         |
| Titres successifs : - Politiques européennes, Cohésion et Plan de relance (depuis 2022) |                                    |                                                             |       |                  |                |